# 久延毘古
久延毘古（クエビコ、歴史的仮名遣：クヱビコ）は、『古事記』に登場する神。

## 概要
大国主の国づくりの神話において登場する。『古事記』によると、大国主神の元に海の向こうから小さな神がやって来たが、名を尋ねても答えず、誰もこの神の名を知らなかった。するとヒキガエルの多邇具久が「久延毘古なら、きっと知っているだろう」と言うので、久延毘古を呼び尋ねると「その神は神産巣日神の子の少名毘古那神である」と答えた。

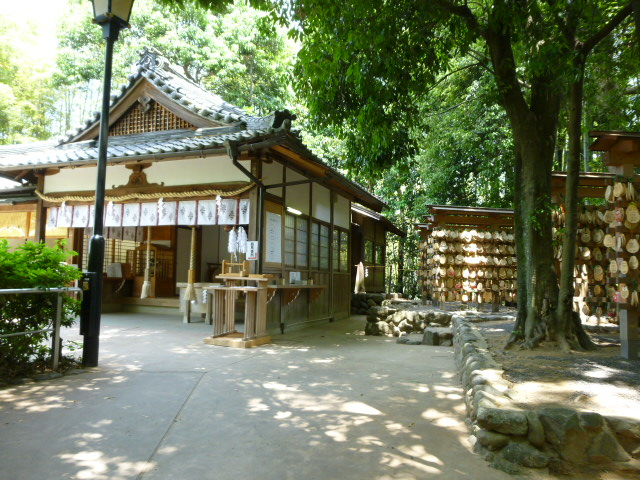
久延彦神社

さらに古事記では「久延毘古とは"山田のそほど"のことである」と説明されている。「山田のそほど」とはかかしの古名であり、久延毘古はかかしを神格化したもの、すなわち田の神、農業の神、土地の神である。かかしはその形から神の依代とされ、これが山の神の信仰と結びつき、収獲祭や小正月に「かかし上げ」の祭をする地方もある。また、かかしは田の中に立って一日中世の中を見ていることから、天下のことは何でも知っているとされるようになった。
神名の「クエビコ」は「崩え彦」、体が崩れた男の意で、雨風にさらされて朽ち果てたかかしを表現したものである。また、「杖彦」が転じたものとも取れ、イザナギが黄泉から帰ってきた後の禊で杖を投げ出した時に生まれた船戸神（ふなとのかみ、岐神、道祖神）との関連も考えられる。
田の神、また、学業・知恵の神として信仰されている。

## 祀る神社
- 久氐比古神社（石川県鹿島郡中能登町久江） - 主祭神
- 久延彦神社（奈良県桜井市三輪大御輪寺） - 祭神  - 大神神社の末社。
- 糺社（島根県松江市美保関町美保関） - 祭神  - 美保神社の境外末社。